# Diadophis punctatus regalis
Diadophis punctatus regalis is een slang uit de familie toornslangachtigen (Colubridae) en de onderfamilie Dipsadinae. Het is een van de dertien ondersoorten van de ringnekslang (Diadophis punctatus). De ondersoort werd voor het eerst wetenschappelijk beschreven door Spencer Fullerton Baird & Charles Frédéric Girard in 1853.
Diadophis punctatus regalis komt voor in delen van Noord-Amerika en leeft in de Verenigde Staten (in de staten Texas en New Mexico) en in Mexico (in de staat Sonora). De habitat bestaat uit dennenbossen en heuvels, vaak in de nabijheid van oppervlaktewater.
De slang bereikt een lichaamslengte van 30 tot 75 centimeter. De lichaamskleur is groengrijs. De buikzijde is geel gekleurd en de onderzijde van de staart is afstekend rood gekleurd. De buikzijde is voorzien van een vlekkenpatroon dat bestaat uit duidelijke zwarte halvemaanvormige vlekjes. De ring om de nek waaraan de soortnaam te danken is, is altijd afwezig bij deze ondersoort.